# Falklandski vuk
Falklandski vuk (lat. Dusicyon australis) zvan i Falklandska lisica, Falklandski pas, antarktički vuk ili warrah bio je jedini autohtoni sisavac Falklanskog arhipelaga istrijebljen 1876., kad je ubijen posljednji primjerak kod Hill Covea na Zapadnom Falklandu.
To je bio mesožder iz porodice pasa, vrlo pitom i znatiželjan, što ga je koštalo glave.

## Karakteristike
Dosad se pretpostavljalo da je Falklandski vuk bio bliski srodnik Južnoameričke lisice (Lycalopex), ali je analiza DNK provedena 2009. utvrdila da je bio srodnik južnoameričkog Grivastog vuka (Chrysocyon brachyurus) od kojeg se razdvojio prije 6,7 milijuna godina.
Falklandski vuk živio je na oba otoka arhipelaga, i na Istočnom i na Zapadnom Falklandu, u vrijeme kad je Charles Darwin posjetio otoke - 1833., tako da on nije bio siguran da li se radi o jednoj ili dvije vrste. Imao je žutosmeđe krzno, s bijelim vrhom repa. Čime se hranio nije poznato, ali se pretpostavlja da se zbog nedostatka domaćih glodavaca, hranio guskama, pingvinima, kukcima i strvinama koje bi izbacilo more, i da je je živio po jazbinama.

## Povijest
Postojanje Falklandskog vuka prvi je zabilježio engleski pomorac John Strong 1690. On je čak uzeo sa sobom jedan primjerak, ali se za povratka u Europu, životinja toliko preplašila pucnja brodskog topa da je skočila u more i nestala.
Louis Antoine de Bougainville, osnivač prvog naselja Port Louis na Falklandima nazvao ga Loup-Renard (Vuk lisica). Kasnije ime warrah je iskrivljeni oblik od aguará kako su patagonijski indijanci Guarani zvali lisice.
Falklandski vuk nije imao šanse preživjeti u sudaru s rijetkim doseljenicima, jer isprva nije uopće imao straha od ljudi, nego im je znatiželjno prilazio - pa su ga zvali ludi vuk - a nije bilo šuma u kojima bi se mogao kriti. Doseljenici su ga ubijali zbog krzna, a kasnije trovali zbog svojih stada ovaca.

## Vanjske poveznice
- The warrah (engl.)